# Agnieszka Kurczewska
Agnieszka Maria Kurczewska (ur. 15 kwietnia 1980) – dr hab., prof. UŁ, polska ekonomistka, prorektor Uniwersytetu Łódzkiego.

## Życiorys
Od 1999 do 2003 studiowała ekonomię na Wydziale Ekonomiczno-Socjologicznym UŁ. Odbyła roczne stypendium na Université de Picardie w Amiens we Francji. W 2008 obroniła tamże z wyróżnieniem doktorat Finansowe uwarunkowania rozwoju małych i średnich przedsiębiorstw na przykładzie Francji (promotorka – Bożena Mikołajczyk). W 2015 na tym samym wydziale habilitowała się z nauk ekonomicznych, przedstawiając dzieło Studia nad złożonością i dynamiką procesów przedsiębiorczych – implikacje dla edukacji w zakresie przedsiębiorczości na uczelniach wyższych o profilu ekonomicznym i biznesowym.
Jej zainteresowania naukowe obejmują tematykę przedsiębiorczości i edukacji z zakresu przedsiębiorczości.
Od 2004 związana zawodowo z macierzystą uczelnią, początkowo jako doktorantka. Od 2008 jako adiunktka, następnie profesor nadzwyczajna (uczelni) w Katedrze Funkcjonowania Gospodarki Instytutu Finansów Wydziału Ekonomiczno-Socjologicznego. Prodziekan ds. rozwoju oraz prodziekan ds. nauki i współpracy z otoczeniem (2016–2020). Prorektor UŁ ds. współpracy z otoczeniem w kadencji 2020–2024. Od 2005 do 2011 pracowała jako konsultantka biznesowa w Mobile Open Society through wireless Technology oraz Disruptive Concepts w Warszawie.
W roku akademickim 2010/2011 wykładała na Uniwersytecie Aalto w Helsinkach (2010/2011). Odbyła 10-miesięczny pobyt badawczy na Uniwersytecie Tampa (2014–2015) oraz 3-miesięczny na Uniwersytecie w Lund (2019). Stypendystka Ministerstwa Nauki i Szkolnictwa Wyższego dla wybitnych młodych naukowców (2011–2014). Członkini Rady Młodych Naukowców (2013–2015). Wchodzi w skład zarządu European Council for Small Business and Entrepreneurship i w kadencji 2023 - 2025 wybrano ją na prezydenta tej organizacji. W latach 2017–2020 redaktorka tematyczna w czasopiśmie Journal of Small Business Management (JSBM). Odbyła nadto staże w Radzie Europy w Strasburgu (2003–2004) oraz w Komisji Europejskiej w Brukseli (2004).